# Kōki Kazama
Kōki Kazama (japanisch 風間 宏希 Kazama Kōki; * 19. Juni 1991 in Fuchū) ist ein japanischer Fußballspieler.

## Karriere
Kazama erlernte das Fußballspielen in der Schulmannschaft der Shimizu Commercial High School. Seinen ersten Vertrag unterschrieb er 2010 beim Louletano DC im portugiesischen Loulé. Am 1. September 2011 ging er nach Deutschland, wo er in Koblenz einen Vertrag beim Regionallisten TuS Koblenz unterschrieb. Im Juli 2012 ging er wieder nach Japan, wo er sich dem Erstligisten Kawasaki Frontale anschloss. Für den Verein absolvierte er 17 Erstligaspiele. 2014 wechselte er nach Kitakyūshū zum Zweitligisten Giravanz Kitakyushu. Für den Verein absolvierte er 122 Ligaspiele. 2017 wechselte er zum Ligakonkurrenten Montedio Yamagata. Für den Verein aus Yamagata absolvierte er 21 Ligaspiele. 2018 wechselte er eine Saison auf Leihbasis zum Drittligisten Thespakusatsu Gunma. Für den Verein absolvierte er 31 Ligaspiele. 2019 wechselte er zum Zweitligisten FC Ryūkyū. Für Ryūkyū stand er 113-mal in der zweiten Liga auf dem Spielfeld. Im Januar 2022 nahm ihn der ebenfalls in der zweiten Liga spielende Thespakusatsu Gunma aus Kusatsu unter Vertrag. Am Ende der Saison 2024 musste er mit dem Verein als Tabellenletzter den Weg in die Drittklassigkeit antreten.